# Fundació de Luxemburg
La Fundació de Luxemburg (nom oficial: Fondation de Lusembourg) és una organització benèfica privada i independent que ajuda els individus i les empreses a concretar els projectes de naturalesa filantròpics, amb seu a la ciutat de Luxemburg. Va ser fundat al desembre de 2008 amb un capital inicial de 5 milions d'euros per l'Estat de Luxemburg i l'Obra d'Emergència Nacional Gran Duquessa Carlota, la seva missió és promoure el compromís filantròpic privat de donants luxemburguesos o estrangers. Els estatuts van ser aprovats el 9 de gener de 2009.

## Objectiu
Ofereix principalment dos tipus de serveis: 
- La possibilitat d'allotjar sota la seva obra les fundacions constituïdes per mecenes.
- Donar consell als mecenes a la selecció, el seguiment i la consecució dels projectes.

El govern de Luxemburg volia fer l'equivalent a Luxemburg de la Fundació de França o de la Fundació Rei Balduí.

## Presidents de la Fundació
- Luc Frieden 2008 - 2014
- Pierre Gramegna 2014 - en curs